# Magdalena Paraschiv
Magdalena Elena Paraschiv (n. 11 august 1982, România) este o jucătoare de handbal din România legitimată la clubul Gloria Bistrița și fostă componentă a naționalei de handbal a României. Împreună cu naționala, Paraschiv a obținut medalia de bronz la Campionatul European de Handbal Feminin din 2010, desfășurat în Danemarca și Norvegia. În sezonul 2012-13, Magda Paraschiv s-a calificat împreună cu Universitatea Jolidon Cluj în grupele Ligii Campionilor EHF.

## Palmares
- Campionatul European:
  -  Medalie de bronz: 2010

- Campionatul Mondial Universitar:
  -  Medalie de argint: 2010
  -  Medalie de bronz: 2008

- Liga Campionilor:
  - Grupe: 2013
  - Calificări: 2011, 2012

- Cupa Cupelor:
  - Sfertfinalistă: 2005, 2008
  - Optimi: 2012
  - Turul 3: 2015

- Cupa EHF:
  - Sfertfinalistă: 2014, 2020
  - Turul 3: 2011

- Cupa Challenge:
  - Finalistă: 2004, 2007

- Liga Națională:
  -  Medalie de argint: 2010, 2011, 2012
  -  Medalie de bronz: 2007, 2013, 2019

- Cupa României:
  -  Medalie de bronz: 2017
  - Semifinalistă: 2007

- Supercupa României:
  -  Finalistă: 2013
  -  Medalie de bronz: 2011

## Statistică goluri și pase de gol
Conform Federației Române de Handbal, Federației Europene de Handbal și Federației Internaționale de Handbal:
| Sezon                          | Echipă | Goluri |
| ------------------------------ | ------ | ------ |
|                                |        |        |
| 2012-13                        |        |        |
| „U” Jolidon Cluj               | 30     |        |
|                                |        |        |
| 2013-14                        |        |        |
| „U” Jolidon Cluj               | 18     |        |
|                                |        |        |
| 2014-15                        |        |        |
| „U” Alexandrion Cluj           | 113    |        |
|                                |        |        |
| 2015-16                        |        |        |
| „U” Cluj                       | 51     |        |
|                                |        |        |
| 2016-17                        |        |        |
| CSM Bistrița                   | 55     |        |
|                                |        |        |
| 2017-18                        |        |        |
| CSM Bistrița                   | 46     |        |
|                                |        |        |
| 2018-19                        |        |        |
| CS Gloria 2018 Bistrița-Năsăud | 28     |        |
|                                |        |        |
| 2019-20                        |        |        |
| CS Gloria 2018 Bistrița-Năsăud | 3      |        |

| Sezon                          | Echipă | Goluri |
| ------------------------------ | ------ | ------ |
|                                |        |        |
| 2012-13                        |        |        |
| „U” Jolidon Cluj               |        |        |
|                                |        |        |
| 2013-14                        |        |        |
| „U” Jolidon Cluj               |        |        |
|                                |        |        |
| 2014-15                        |        |        |
| „U” Alexandrion Cluj           | 8      |        |
|                                |        |        |
| 2015-16                        |        |        |
| CSM Bistrița                   | 2      |        |
|                                |        |        |
| 2016-17                        |        |        |
| CSM Bistrița                   | 12     |        |
|                                |        |        |
| 2017-18                        |        |        |
| CSM Bistrița                   | 8      |        |
|                                |        |        |
| 2018-19                        |        |        |
| CS Gloria 2018 Bistrița-Năsăud | 5      |        |
|                                |        |        |
| 2019-20                        |        |        |
| CS Gloria 2018 Bistrița-Năsăud | 6      |        |

| Sezon            | Echipă | Goluri |
| ---------------- | ------ | ------ |
|                  |        |        |
| 2010-11          |        |        |
| „U” Jolidon Cluj |        |        |
|                  |        |        |
| 2012-13          |        |        |
| „U” Jolidon Cluj | -      |        |

| Ediția       | Echipă | Goluri |
| ------------ | ------ | ------ |
|              |        |        |
| Italia 2008  |        |        |
| România      |        |        |
|              |        |        |
| Ungaria 2010 |        |        |
| România      | 12     |        |

| Ediția                     | Echipă | Goluri | Pase de gol |
| -------------------------- | ------ | ------ | ----------- |
|                            |        |        |             |
| Danemarca și Norvegia 2010 |        |        |             |
| România                    | 5      | 1      |             |
|                            |        |        |             |
| Serbia 2012                |        |        |             |
| România                    | -      | -      |             |

| Sezon                | Echipă | Goluri |
| -------------------- | ------ | ------ |
|                      |        |        |
| 2010-11 (Calificări) |        |        |
| „U” Jolidon Cluj     | 8      |        |
|                      |        |        |
| 2011-12 (Calificări) |        |        |
| „U” Jolidon Cluj     | 4      |        |
|                      |        |        |
| 2012-13              |        |        |
| „U” Jolidon Cluj     | 15     |        |

| Sezon                | Echipă | Goluri |
| -------------------- | ------ | ------ |
|                      |        |        |
| 2004-05              |        |        |
| Rapid CFR București  |        |        |
|                      |        |        |
| 2007-08              |        |        |
| „U” Jolidon Cluj     | 15     |        |
|                      |        |        |
| 2011-12              |        |        |
| „U” Jolidon Cluj     | 9      |        |
|                      |        |        |
| 2014-15              |        |        |
| „U” Alexandrion Cluj | 7      |        |

| Sezon                          | Echipă | Goluri |
| ------------------------------ | ------ | ------ |
|                                |        |        |
| 2010-11                        |        |        |
| „U” Jolidon Cluj               | 11     |        |
|                                |        |        |
| 2013-14                        |        |        |
| „U” Jolidon Cluj               | 4      |        |
|                                |        |        |
| 2019-20                        |        |        |
| CS Gloria 2018 Bistrița-Năsăud | 7      |        |

| Sezon                    | Echipă | Goluri |
| ------------------------ | ------ | ------ |
|                          |        |        |
| 2003-04                  |        |        |
| Universitatea Remin Deva |        |        |
|                          |        |        |
| 2006-07                  |        |        |
| „U” Jolidon Cluj         | 72     |        |